# Kabupaten de Barru
Le kabupaten de Barru, en indonésien Kabupaten Barru, est un kabupaten de la province indonésienne de Sulawesi du Sud dans l'île de Célèbes. Son chef-lieu est Barru.

## Géographie
Le kabupaten est bordé :
- Au nord par celui de Pare-Pare,
- Au est, par celui de Soppeng,
- Au sud, par celui de Bone,
- À l'ouest, par celui de Pangkajene.

## Personnalité
- Ferdy Sambo (1973-), officier.